# Palmarès del Gruppo Sportivo Hockey Trissino

La rosa del Trissino per la prima volta campione d'Italia nella stagione 1978

Il Gruppo Sportivo Hockey Trissino nella sua storia si è aggiudicato due campionati italiano, una Coppa Italia, una Supercoppa italiana e un'Eurolega.

## Competizioni ufficiali
10 trofei

### Competizioni nazionali
8 trofei
- Campionato italiano: 3

1978, 2021-2022, 2022-2023
- Coppa Italia: 3

1974, 2022-2023, 2024-2025
- Supercoppa italiana: 2

2022, 2023
- Campionato italiano di serie B/A2: 1

1995-1996

### Competizioni internazionali
2 trofei
- CERH European League: 1 (record italiano condiviso con il Follonica)

2021-2022
- Coppa Intercontinentale: 1 (record italiano condiviso con il Follonica)

2023

## Altri piazzamenti

### Competizioni nazionali
- Campionato italiano:

2º posto/finale play-off scudetto: 2023-2024

### Competizioni internazionali
- Coppa Continentale

Finale: 2022-2023

## Settore giovanile
- Campionato categoria speranze: 2 (1984, 1985)
- Campionato categoria cadetti: 4 (1978, 1981, 1984, 1985)
- Campionato categoria esordienti: 1 (1986)
- Campionato categoria ragazzi: 2 (1981, 1988)
- Campionato categoria allievi: 2 (1985, 1986)
- Campionato categoria juniores: 5 (1982, 1992, 1993, 1994, 1996)
- Coppa Italia categoria esordienti:1 (1999)
- Coppa Italia categoria allievi:1 (1992)
- Coppa Italia categoria juniores:1 (1988)
- Campione regionale cat. Esordienti: 2 (1999, 2000)
- 1º classificato Torneo delle Province cat. Ragazzi:1 (1986)
- 1º classificato Torneo delle Province cat. Juniores:1 (1986)
- Medaglia d'oro Giochi della Gioventù:10 (1975, 1976, 1977, 1978, 1979, 1981, 1982, 1984, 1987, 1989)